# Ranini Cundasawmy
Ranini Cundasawmy (sinh ngày 19 tháng 5 năm 1984) là một vận động viên Muay Thái người Mauritius, Savate máy bay chiến đấu, và người chiến thắng một số giải vô địch quốc gia và thế giới (Muay Thai).

## Cuộc sống ban đầu
Cundasawmy sinh ngày 19 tháng 5 năm 1984  tại Bệnh viện Victoria trên đảo Mauritius. Từ năm 1984 đến 1994, cô sống tại Pop Huityy Beau Bassin, ba anh trai và hai chị gái, Rajen, Rajesh, Jean Francois, Rajini và Annais. Cha cô là Mario và mẹ cô là Premila.
Cô theo học trường Mầm non và Tiểu học Maingard ở Beau Bassin, sau đó là trường cấp hai của Villes Soeurs ở Beau Bassin. Năm 16 tuổi, cô rời biệt thự để học trung học để tiếp tục học tại St Bartholomew's ở Port-Louis.
Sau khi có Chứng chỉ Trung học (HSC), cô muốn tiếp tục học tại Đại học Mauritius nhưng gia đình cô không đủ khả năng chi trả cho cô tiếp tục học.
Khi cô rời trường, cô bắt đầu tập kickboxing và làm trợ lý dược. Cô tập kickboxing trong một năm. Năm 2002, cô đi làm hoạt hình trò chuyện tại Toolink Crm Ltd, nơi cô gặp người chồng tương lai Cundasawmy Louis Patrick. Họ bắt đầu thực hành Boxe Française Savate cùng nhau, trở thành bạn tốt và sau đó kết hôn vào năm 2008. Patrick bây giờ là cả huấn luyện viên và chồng của cô. Năm 2008, cả hai đã bỏ công việc tại Toolink Crm và bắt đầu kinh doanh riêng, DJP Productions. Năm 2010, họ bước vào Muay Thai 

## Sự nghiệp thể thao
Năm 2005, cô bắt đầu tham gia giải đấu Boxe Française Savate.
Năm 2006, cô đã giành được danh hiệu nữ vô địch Jeux de l'ouest  trong giải thưởng Boxe française.
2007 - 2010 Câu lạc bộ đấm bốc Cundasawmy BMA Sports gặp một số khó khăn, không có địa điểm để tập luyện, và nhóm đang tập luyện trên đường phố.
Câu lạc bộ mà cô đào tạo đã tìm thấy một địa điểm tại Trung tâm phúc lợi xã hội Bambous. Năm 2010 Ranini và Patrick Cundasawmy  bắt đầu đào tạo ở Muay Thai.
Năm 2011, cô thành lập Đội nữ BMA. Cô tham dự một số cuộc thi Muay Thai và Boxe Française giữa năm 2010 và 2012.
Vào năm 2012, cô đã tham gia vào cuộc chiến Muay Thai hỗn hợp đầu tiên giữa một nam và một nữ ở Mauritius, và đã giành chiến thắng.
(10 thắng - 0 thua) trong Muay Thai Local Fights (bao gồm 1 trận đấu hỗn hợp)
(0 thắng - 1 thua) Giải vô địch thế giới Muay Thai do Liên đoàn quốc tế Muaythai nghiệp dư IFMA tổ chức Chiến đấu chống lại Ruqsana Begum.
(1 thắng - 1 thua) Các trận đấu quốc tế khác 
Vào năm 2013, cô là một huy chương vàng trong Giải vô địch Taekwondo Mauritius trong lần đầu tiên tham gia, cùng với việc giành danh hiệu Nhà vô địch La Croche Mauritius trong lần tham gia đầu tiên, và cô giữ danh hiệu Vô địch Muay Thái.
Cô là nhà vô địch nữ Muay Thái quốc gia năm 2013.
Vào ngày 28 tháng 9 năm 2013, cô đã giành được đai vô địch nữ Muay Thai Mauritius đầu tiên ở hạng mục nữ mở rộng.
Vào ngày 11 tháng 5 năm 2014 Ranini đã giành giải vô địch Croche Ấn Độ Dương.
Vào tháng 10 năm 2014, Ranini đã giành được huy chương đồng tại Giải vô địch thế giới Boxe Française Savate Assault ở Rome dưới sự huấn luyện của chồng Cundasawmy Louis Patrick.
Một lần nữa vào năm 2015 Ranini là nhà vô địch Muay Thái quốc gia Mauritius.

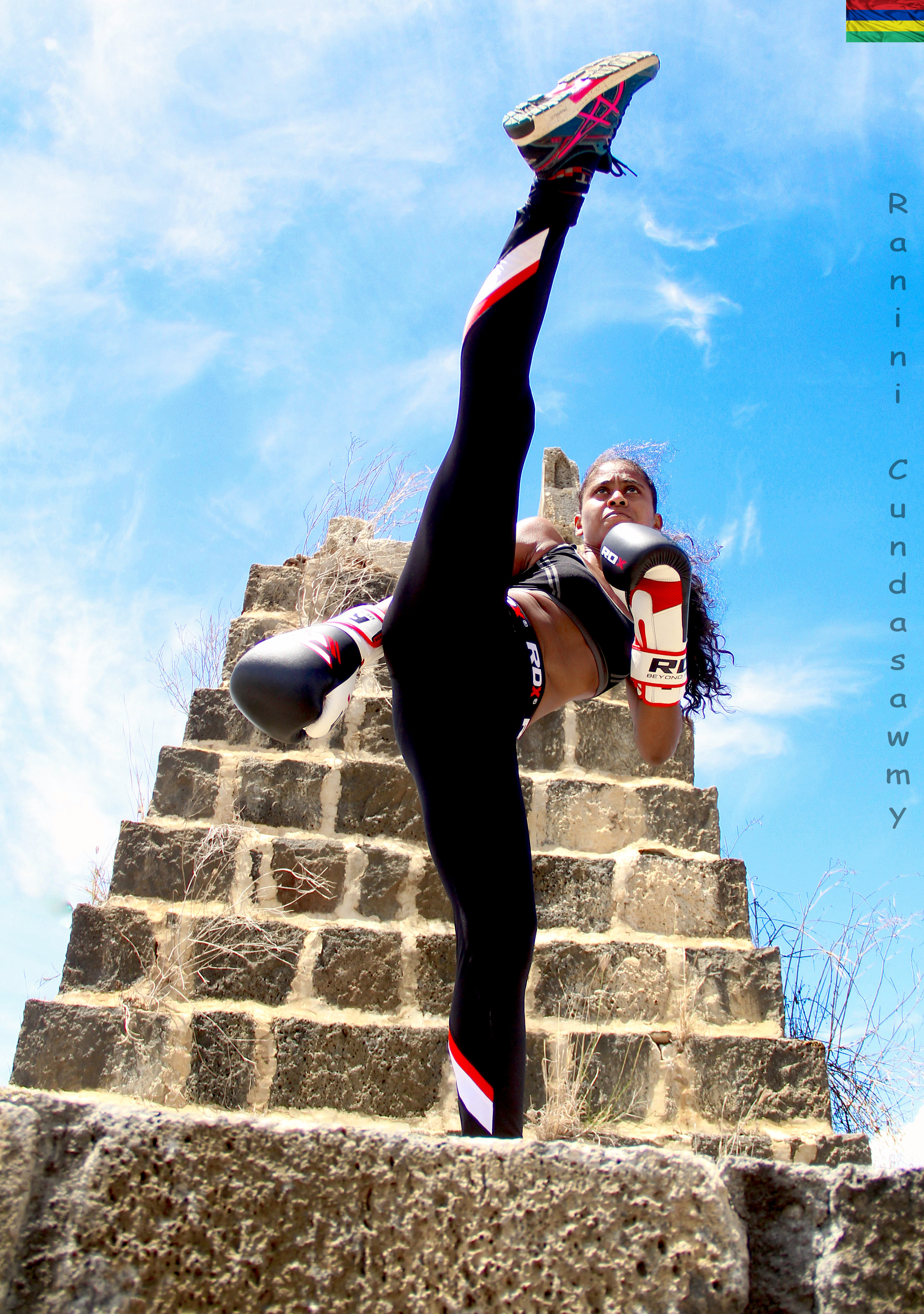

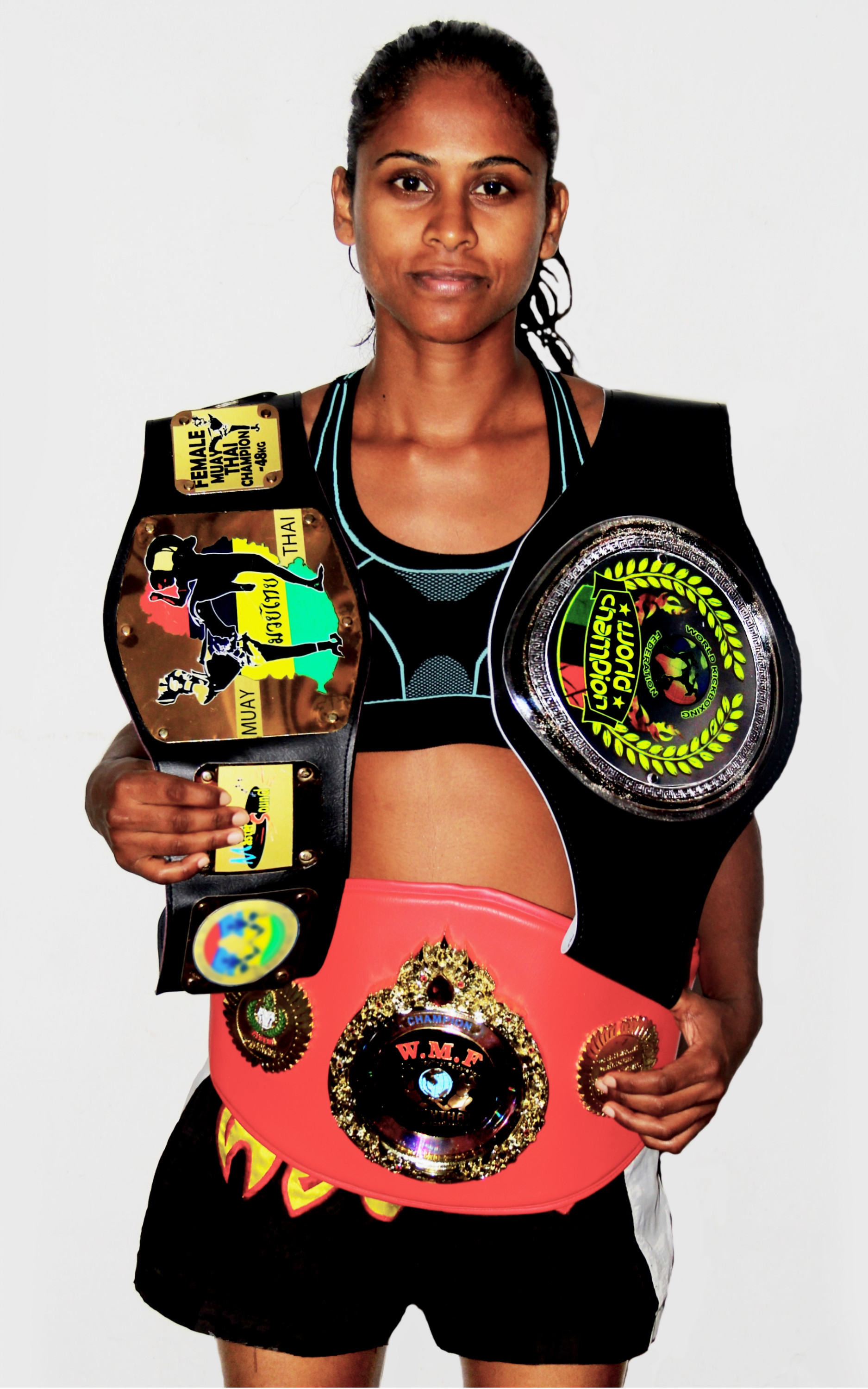

## Kỉ lục chiến đấu
- Muay Thái địa phương chiến đấu. (12 trận. 12 thắng, 0 thua, 0 hòa)
- Cuộc chiến quốc tế Muay Thái. (8 chiến đấu. 5 thắng, 3 thua, 0 hòa)
- Boxe Française Savate Chiến đấu địa phương. (7 trận đấu. 6 thắng, 1 thua, 0 hòa)
- La croche Truyền thống địa phương và quốc tế Lutte Traditionnelle de la Réunion (11 trận đánh - 10 thắng, 1 thua, 0 hòa)
- Kyokushin Local Fight (4 chiến đấu - 4 thắng, 0 thua, 0 hòa)
- Taekwondo Local Fight (4 trận đấu. 4 thắng, 0 thua, 0 hòa)
- [24]

Tổng số trận đánh: 51 | Thắng: 44 | Mất: 6 | Vẽ tranh: 0 | Thắng bởi KO: 7 |

## Giải thưởng
- Nhà vô địch Boxe Française Jeux de l'ouest - 2006 [4]
- Nhà vô địch Muay Thái quốc gia - 2011 [4]
- Nhà vô địch Muay Thái quốc gia - 2012 [4]
- Giành đai vô địch nữ Muay Thái của Mauritius - 2013 [25]
- Nhà vô địch Muay Thái quốc gia - 2013 [24]
- Nhà vô địch Croche Ấn Độ Dương - 2014 [20]
- Giải vô địch thế giới 2014 Boxe Francaise Savate Assault (Huy chương đồng) [21][22][23]
- Nhà vô địch Muay Thái quốc gia - 2014 [26]
- Jeux des Iles 2015 La Croche (huy chương bạc) - 59k [27][28]
- Jeux des Iles 2015 Croche Bataille (huy chương vàng) - 50k [27][28] (synthèse de croche préhension et de moraingy bộ gõ)
- Nhà vô địch Muay Thái quốc gia - 2015 [29]
- Championnat Maurice de Croche - 2016 (huy chương vàng) [30][31]
- Championnat Maurice de Croche Bataille 2016 (Huy chương vàng) [30][31]
- Giải đấu quốc gia Kyokushinkai 2016 (huy chương vàng - Vô địch) [32][32]
- Giải vô địch thế giới 2016 WKF 54   kg (huy chương bạc - VICE WORLD CHAMPION 54   kg) | Liên đoàn quyền anh thế giới [33][33]
- Giải vô địch thế giới 2016 WKF - 50   kg (Vành đai vô địch thế giới | CHAMPION THẾ GIỚI -50   kg) | Liên đoàn quyền anh thế giới [34]
- Nhà vô địch thế giới WMF Muay Thái 2017   kg Pro Am (đai vô địch thế giới) | Liên đoàn Muay Thái thế giới [35][36][37][38][39][40][41]
- Nhà vô địch MuayThai thế giới WMF 2018 –48 kg (Huy chương vàng) Liên đoàn Muay Thái thế giới [42][43]

## Trích dẫn
- Jameela Jaddoo (ngày 10 tháng 5 năm 2013), "Ranini Cundasawmy – The Muay Thai Champion", News on Sunday, Le Défi Media Group, tr. 14, Bản gốc lưu trữ ngày 17 tháng 4 năm 2018, truy cập ngày 14 tháng 7 năm 2019
- Jameela Jaddoo (ngày 10 tháng 5 năm 2013), "Ranini Cundasawmy – The Muay Thai Champion", News on Sunday, Le Défi Media Group, tr. 15, Bản gốc lưu trữ ngày 14 tháng 7 năm 2019, truy cập ngày 14 tháng 7 năm 2019
- "Le punch du muay thai", Essentielle (bằng tiếng Pháp), La Sentinelle (Mauritius), tr. 95, tháng 7 năm 2012, Bản gốc lưu trữ ngày 14 tháng 7 năm 2019, truy cập ngày 14 tháng 7 năm 2019
- Premita Leelachand (tháng 3 năm 2013), "Le combat chelillé au corps", Le Dimanche L'hebdo, Le Défi Media Group, tr. 3, Bản gốc lưu trữ ngày 14 tháng 7 năm 2019, truy cập ngày 14 tháng 7 năm 2019
- Ruqayah Khayarttee (ngày 10 tháng 11 năm 2012), "Ranini Cundasawmy Sportive Dans le Sang", This Week (bằng tiếng Pháp), tr. 6, Bản gốc lưu trữ ngày 14 tháng 7 năm 2019, truy cập ngày 14 tháng 7 năm 2019
- Patrick Hilbert (tháng 12 năm 2012), "Poings D'aciers dans un gant de velour", Le Defi Life Magazine, Le Défi Media Group, tr. 70, Bản gốc lưu trữ ngày 14 tháng 7 năm 2019, truy cập ngày 14 tháng 7 năm 2019
- Patrick Hilbert (tháng 12 năm 2012), "Poings D'aciers dans un gant de velour", Le Defi Life Magazine, Le Défi Media Group, tr. 71, Bản gốc lưu trữ ngày 14 tháng 7 năm 2019, truy cập ngày 14 tháng 7 năm 2019
- "CHAMPIONNATS NATIONAUX DE CROCHE", Le Mauricien (bằng tiếng Pháp), Le Mauricien, ngày 16 tháng 5 năm 2013
- "Muay Thaï  Mondiaux  Début des hostilités ce mercredi", Le Defi (bằng tiếng Pháp), Le Défi Media Group, ngày 5 tháng 9 năm 2012, Bản gốc lưu trữ ngày 14 tháng 7 năm 2019, truy cập ngày 14 tháng 7 năm 2019
- Anoop Dhookeeya (ngày 22 tháng 7 năm 2013), "Le sport dans le sang", Espace Jeunes (bằng tiếng Pháp), Espace Jeune, Bản gốc lưu trữ ngày 14 tháng 7 năm 2019, truy cập ngày 14 tháng 7 năm 2019
- Naushad Korimdun (ngày 7 tháng 10 năm 2013), "Female Muay Thai Championship Belt", Le defi quotidien (bằng tiếng Pháp), Le Défi Media Group, Bản gốc lưu trữ ngày 26 tháng 4 năm 2014, truy cập ngày 14 tháng 7 năm 2019
- "Championat de Croche de l'ocean indien", Le quotidien Ile de la reunion (bằng tiếng Pháp), Le Quotidien de La Réunion, ngày 22 tháng 5 năm 2014, Bản gốc lưu trữ ngày 14 tháng 7 năm 2014, truy cập ngày 14 tháng 7 năm 2019
- "Mauritius National Champion 2015", 5 Plus Dimanche (bằng tiếng Pháp), 5plus.mu, ngày 20 tháng 12 năm 2015, Bản gốc lưu trữ ngày 4 tháng 3 năm 2016, truy cập ngày 14 tháng 7 năm 2019